# Kelly Williams
Kelly Williams (Detroit, 7 febbraio 1982) è un cestista statunitense naturalizzato filippino.

## Carriera
Con le Filippine ha disputato due edizioni dei Campionati asiatici (2007, 2011).